# Pararctotherium
Il pararctoterio (gen. Pararctotherium) è un urside estinto, vissuto nel Pleistocene medio e superiore e nella parte iniziale dell'Olocene. I suoi resti sono stati ritrovati in Sudamerica.

## Un orso dei climi freddi
Di taglia media, quest'orso preistorico fu parte di una radiazione evolutiva di orsi che invasero il sudamerica tra il Pliocene e il Pleistocene, quando si riformò l'istmo di Panama. Questi animali, noti come tremarctini, sono attualmente rappresentati dal solo orso dagli occhiali. Il pararctoterio, in particolare, potrebbe essere disceso dal precedente Arctotherium, di taglia maggiore, ed essersi adattato ai mutamenti climatici che resero l'habitat aperto in cui vivevano questi orsi più freddo e secco. La dieta del pararctoterio doveva essere molto varia, come le forme attuali, e includeva sia carne che materiale vegetale, come sembrerebbe dimostrato dalla dentatura. È possibile che l'estinzione di questo animale sia avvenuta in tempi recenti, all'inizio dell'Olocene, e sia stata dovuta a ulteriori cambiamenti climatici. Resti di pararctoterio si rinvengono in Argentina, Bolivia, Brasile, Uruguay, Cile e forse Venezuela. Le specie principali del genere sono P. pamparum, P. brasiliense e P. enectum.